# Ervīns Muštukovs
Ervīns Muštukovs (ur. 7 kwietnia 1984 w Rydze) – łotewski hokeista, reprezentant Łotwy.

## Kariera
- HK NIK'S-Brih (1999–2000)
- Stalkers Juniors Daugavpils (2003–2003)
- Drummondville Voltigeurs (2003–2004)
- HK Liepājas Metalurgs (2004–2005)
- Knoxville Ice Bears (2006/2007, 2007/2008)
- Toledo Storm (2006/2007)
- Elmira Jackals (2007/2008)
- Gwinnett Gladiators (2007/2008)
- Cincinnati Cyclones (2007/2008)
- Manitoba Moose (2007/2008)
- HK Riga 2000 (2008–2009)
- Dinamo Ryga (2009)
- Dinamo-Juniors Ryga (2009–2010)
- Sheffield Steelers (2010–2011)
- Odense Bulldogs (2011–2012)
- Mora IK / Mora IK J20 (2012–2013)
- Esbjerg Energy (2013–2014)
- Aalborg Pirates (2014–2015)
- Brûleurs de Loups de Grenoble (2015–2016)
- Sheffield Steelers (2016–2018)
- Nice HCA (2018–2019)
- Scorpions de Mulhouse (2019)
- Olimp Ryga (2019–2020)
- HC Poruba 2011 (2020–2022)
- KH Energa Toruń (2022)
- HK Välk 494 Tartu (2022–)

Wychowanek Dinama Ryga. Przez rok grał w juniorskich rozgrywkach QMJHL w Kanadzie. Potem przez kilka lat występował w amerykańskich ligach SPHLi ECHL. Od 2008 ponownie był bramkarzem drużyn łotewskich, w tym dla Dinama Ryga w lutym 2009 zagrał dwa mecze w rosyjskich rozgrywkach KHL. Potem grał w rozgrywkach europejskich: brytyjskiej EIHL, szwedzkiej Allsvenskan, superlidze duńskiej, francuskiej Ligue Magnus, czeskiej 1. lidze. Na początku czerwca 2022 ogłoszono jego transfer do KH Energa Toruń w Polskiej Hokej Lidze. W drugiej połowie listopada 2022 jego kontrakt został rozwiązany. Pod koniec grudnia 2022 został bramkarzem estońskiego klubu HK Välk 494 Tartu.
W barwach juniorskich reprezentacji Łotwy uczestniczył w turniejach mistrzostw świata do lat 18 edycji 2002 (Dywizja I), mistrzostw świata do lat 20 edycji 2003, 2004 (Dywizja I). W kadrze seniorskiej uczestniczył w turniejach zimowych igrzysk olimpijskich 2010, 2014 (nie rozegrał meczu), mistrzostw świata edycji 2012 (nie rozegrał meczu), 2015 (zagrał jedno spotkanie).

## Sukcesy
Klubowe
- Brązowy medal mistrzostw Łotwy: 2005 z HK Liepājas Metalurgs, 2009 z HK Riga 2000
- Złoty medal mistrzostw Łotwy: 2010 z Dinamo-Juniors Ryga
- Mistrzostwo Wielkiej Brytanii / EIHL: 2011 (sezon regularny) z Sheffield Steelers
- Srebrny medal mistrzostw Danii: 2012 z Odense Bulldogs
- Mistrzostwo EIHL: 2017 (play-off) z Sheffield Steelers
- Trzecie miejsce w Pucharze Kontynentalnym: 2018 z Sheffield Steelers

Indywidualne
- Liga łotewska 2002/2003: najlepszy bramkarz sezonu
- EIHL (2010/2011):
  - Najlepszy bramkarz sezonu
  - Skład gwiazd sezonu